# Cliché (stijlfiguur)
Een cliché (of gemeenplaats) is een stijlfiguur waarbij een beeldspraak wordt gebruikt die haar kracht door het vele gebruik ervan heeft verloren. 
De spreektaal is doorweven met beeldspraak en stijlfiguren, zonder dat we er erg in hebben. We gebruiken beelden om iets duidelijk te maken (zoals doorweven in de vorige zin). Men heeft het over de tong van een schoen, de vleugel van een gebouw of de voet van een heuvel.
Clichés zijn knooppunten in de dagelijkse communicatie. Soms wordt beeldspraak bewust gebruikt. De manier waarop een bepaalde beeldspraak wordt gebruikt wordt treffend gevonden en bijgevolg door anderen overgenomen. Als velen hetzelfde doen, verliest de beeldspraak hierdoor steeds meer haar effect. Het gebruik ervan kan dan op den duur zelfs gaan tegenstaan, waarmee het een cliché is geworden.
Het belangrijkste kenmerk van clichés is dat zij oorspronkelijk origineel, geestig en vindingrijk waren. Door het vele gebruik hebben zij gaandeweg hun pit verloren. Deze zogeheten betekenisinflatie houdt in dat hun oorspronkelijke betekenis of zin overwoekerd werd door het gebruik of de functie in het alledaagse, sociale verkeer. 
Enkele voorbeelden:
- voor herhaling vatbaar zijn
- door muggen "levend opgegeten" of "lekgestoken" worden
- schitteren door afwezigheid
- het schip der woestijn (voor een kameel)
- als paddenstoelen uit de grond schieten
- roodgloeiend staan (van de telefoon)
- op zoek zijn naar een nieuwe uitdaging
- een hapje en een drankje